# Aethioplites madagascariensis
Aethioplites madagascariensis là một loài tò vò trong họ Ichneumonidae.